# Cemitério de Fairview
Cemitério de Fairview está localizado em Halifax, Nova Escócia, Canadá. É amplamente conhecido por abrigar o maior número de vítimas do naufrágio do RMS Titanic enterradas em um único local. O cemitério, oficialmente denominado Fairview Lawn Cemetery, desempenha um papel significativo na história do desastre de 1912 e atrai visitantes de todo o mundo.  

## Vítimas do Titanic
Cento e vinte e uma vítimas do Titanic estão enterradas no Cemitério de Fairview, mais do que em qualquer outro cemitério do mundo. Os sepultamentos foram realizados após as operações de resgate feitas por navios enviados de Halifax, cidade que desempenhou um papel fundamental na recuperação dos corpos. As vítimas foram enterradas principalmente em três longas filas que seguem a topografia inclinada do terreno. Por coincidência, a disposição das lápides forma um contorno que lembra a proa de um navio.  
A maioria das vítimas identificadas recebeu pequenas lápides de granito cinza, nas quais constam seus nomes e a data da morte. Algumas famílias optaram por instalar lápides maiores, com inscrições adicionais em memória de seus entes queridos. No entanto, aproximadamente um terço das vítimas enterradas em Fairview nunca foi identificado, e seus túmulos são marcados apenas com a data da morte e um número correspondente ao corpo recuperado.  

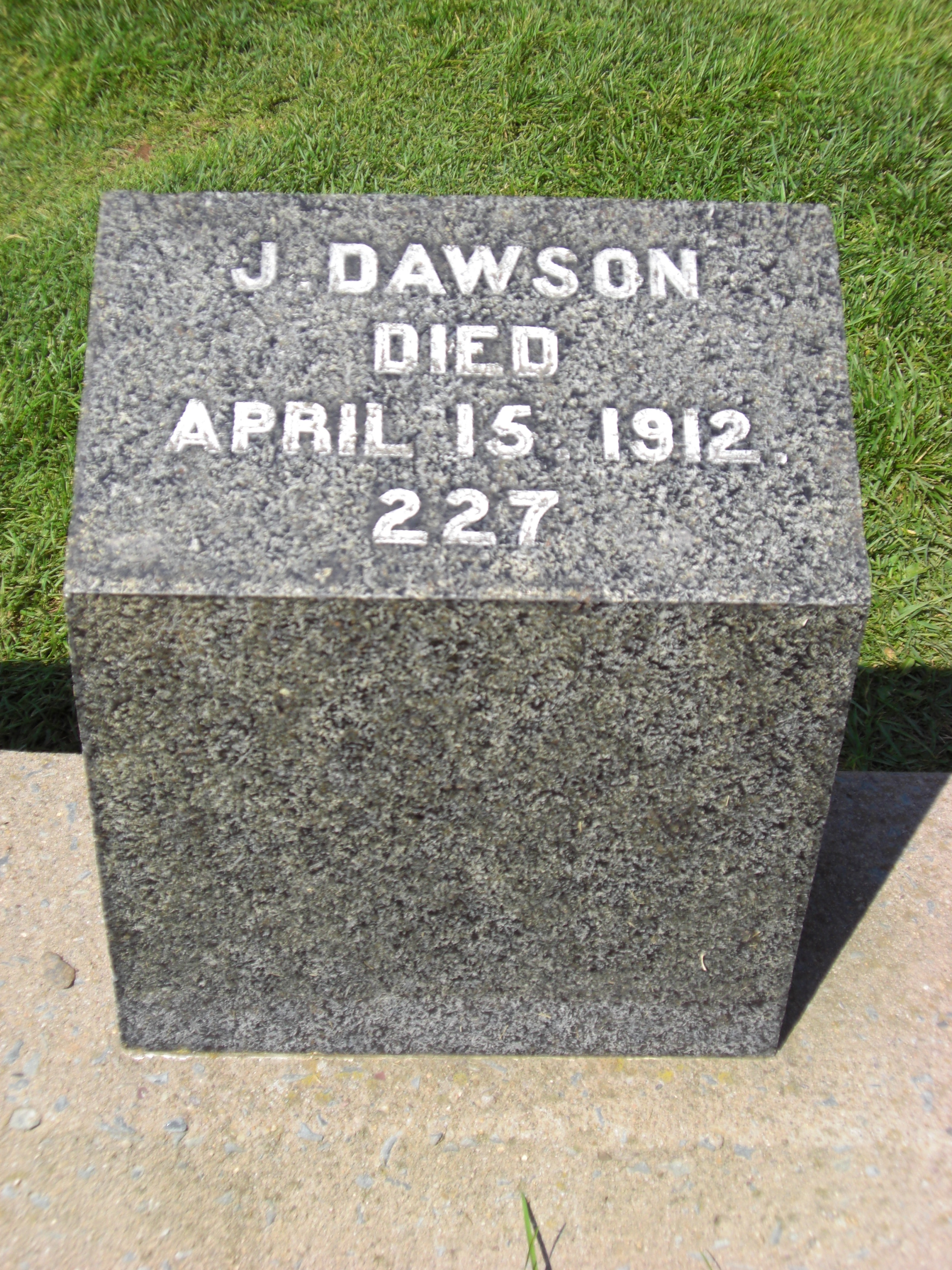
Sepultura de Joseph Dawson

### A Criança Desconhecida
Uma das sepulturas mais conhecidas pertence a uma vítima inicialmente identificada apenas como A Criança Desconhecida. O corpo da criança foi resgatado pelo navio cabo CS Mackay-Bennett, mas nunca foi reivindicado por familiares. Os marinheiros do Mackay-Bennett se sensibilizaram com a situação e providenciaram fundos para o enterro, erguendo uma lápide que contém a seguinte inscrição:  

"Erguido à memória de uma criança desconhecida cujos restos foram recuperados após o desastre do Titanic - 15 de abril de 1912."

Décadas depois, testes forenses e exames de DNA permitiram a identificação da criança como Sidney Leslie Goodwin, um menino inglês de 19 meses que faleceu junto com toda a sua família no naufrágio.  

### O Túmulo de "J. Dawson"
Outra sepultura que ganhou notoriedade é a marcada como "J. Dawson". Após o lançamento do filme Titanic (1997), muitas pessoas passaram a visitar o túmulo acreditando que se tratava de Jack Dawson, personagem interpretado por Leonardo DiCaprio. No entanto, a sepultura pertence a Joseph Dawson, um irlandês que trabalhava na sala de caldeira do Titanic como aparador de carvão. Apesar da coincidência de nomes, não há nenhuma relação entre Joseph Dawson e o personagem fictício do filme.  

## Outros cemitérios em Halifax
Além do Cemitério de Fairview, outras vítimas do Titanic foram enterradas em Halifax. Dezenove vítimas foram sepultadas no Cemitério Católico Monte das Oliveiras (Mount Olivet Cemetery (Halifax)), e dez no Cemitério Judaico Barão de Hirsch (Baron de Hirsch Cemetery (Halifax)). No total, Halifax abriga 150 vítimas do Titanic, consolidando-se como um dos principais locais de descanso final para aqueles que perderam suas vidas no desastre.  

## Legado e Turismo
O Cemitério de Fairview continua sendo um dos locais mais visitados de Halifax, recebendo turistas e historiadores interessados na história do Titanic. Placas informativas foram instaladas para fornecer detalhes sobre as vítimas e a conexão do cemitério com o desastre. Ao longo dos anos, diversas homenagens e cerimônias foram realizadas no local, incluindo eventos em memória dos 100 anos do naufrágio, ocorridos em 2012.  